# إيمانويل وانيوني
إيمانويل وانيوني (من مواليد 1 أغسطس 2004) هو عداء مسافات متوسطة كيني متخصص في سباق 800 متر، والذي فاز بالميدالية الذهبية في سباق 800 متر رجال ضمن الألعاب الأولمبية الصيفية 2024 في هذا السباق. مع أفضل رقم شخصي له وهو 1:41.11 سجله في بطولة لوزان الماسية لعام 2024، تعادل وانيوني وويلسون كيبكيتير في المركز الثاني في قائمة أفضل 800 متر على الإطلاق، خلف مواطن وانيوني فقط ديفيد روديشا، الذي يحمل الرقم القياسي العالمي.